# Száraz tónak nedves partján
A Száraz tónak nedves partján kezdetű magyar népdalt Kodály Zoltán gyűjtötte Hódmezővásárhelyen.
Kánonban is énekelhető, akár négy szólamban is.
Feldolgozás:
| Szerző        | Mire                | Mű                           |
| ------------- | ------------------- | ---------------------------- |
| Ludvig József | ének, gitárakkordok | Kis kacsa fürdik…, 18. oldal |

## Kotta és dallam
| Száraz tónak nedves partján döglött béka kurutytyol. Hallgatja egy süket ember, ki a vízben lubickol. 𝄆 Sej, haj, denevér, bennünk van a kutyavér. 𝄇 | Vak meglátja, hogy kiugrik, sánta utánaszalad, kopasz ember haját tépi, a néma meg óbégat. Sej, haj… |

## Felvételek
- Száraz tónak nedves partján. YouTube (2013. augusztus 28.)  (Hozzáférés: 2016. június 13.) (audió) ének
- Száraz tónak nedves partján... Zsuzsa+Peti  YouTube (2012. március 7.)  (Hozzáférés: 2016. június 13.) (audió) duett, gitár
- Száraz tónak. YouTube (2014. december 6.)  (Hozzáférés: 2016. június 13.) (audió) ének, orgona
- Száraz tónak nedves partján. Mikó István, Radványi Balázs, Eszményi Viktória, Péterdi Péter  YouTube (2016. február 13.)  (Hozzáférés: 2016. június 13.) (audió)